# Kamen Rider Double
Kamen Rider Double (неоф. рус. Камэн Райдер Дабл) — японский супергеройский телесериал направления токусацу, двадцатый сезон культового сериала Kamen Rider и одиннадцатый сезон эпохи Хэйсэй. Выдержан в умеренно-юмористическом духе и имеет немного детективную атмосферу. Главным мотивом сезона считаются компьютерные флэшки, которые Райдеры и монстры сезона используют для превращений. В качестве рекламы главный Райдер сезона появлялся в качестве камео в фильме к предыдущему сезону — Kamen Rider Decade. В качестве главного креативщика сезона был приглашён Хидэаки Цукада — создатель трёх сезонов «Super Sentai», что принесло сериалу свежие идеи и приподняло его рейтинг (фанаты на стадии выхода 6 серий считают его одним из лучших сезонов). Начиная с этого сезона возвращается традиция кроссоверов (совместных фильмов) между главными Райдерами, только теперь наоборот — в фильме к сезону кратко появился главный герой следующего сезона Камэн Райдер Оз.
В целом сезон был принят очень тепло в течение трансляции, а песня из заставки W-B-X (W-Boiled Extreme), исполненная дуэтом певицы Аи Камики и гитариста Такуи, заняла в японских чартах восьмое место 
В 2018 году начала выходить манга-продолжение Детективы Фууто, а через 4 года начала выходить её экранизация. Никто из актёров игрового оригинала не принял в ней участие, но Ая Камики и Такуя исполнили новую заставку, а в третьей серии прозвучала обновлённая версия W-B-X.

## Сюжет
Действие разворачивается в вымышленном высокоэкологичном городе Фууто. Два молодых человека — Сётаро Хидари и Филипп — работают детективами в частном агентстве Наруми. Все их расследования связаны с Памятями Гайя — компьютерными флэшками, которые могут превращать людей в монстров Допантов. Эти Флэшки продаёт таинственная семья Сонодзаки, которая имеет свои усиленные Допант-Флэшки. Сётаро работает на 20-летнюю Акико Наруми — дочку прежнего шефа Агентства и очень её недолюбливает, поскольку она своими вопросами и любопытством нарушает его «крутой» стиль работы, хотя в то же время он старается её защищать в память об её отце. Филипп почти всё время проводит в секретной комнате Агентства и читает все данные о Допантах. К тому же, у него в голове хранятся все данные о Земле, кроме его собственного прошлого. Однако главная особенность Сётаро и Филлипа — у них есть свои флэшки Гайя, которые они используют для превращения в нового Наездника в маске — Камен Райдера Дабла. Также Сётаро имеет своих помощников — небольших роботов Летучую Мышь, Жука-Оленя и Паука, которые также наделены разнообразными возможностями и помогают ему в расследовании преступлений. Включаются роботы также с помощью своих флэшек, известных как Памяти Гидзи (Giji значит "псевдо").
Сётаро не знает о семье Сонодзаки и просто сражается с Допантами. Его полуврагом-полудругом стал Кирихоки Сонодзаки — зять Рюбэ Сонодзаки (старшего в семье), который превращается в Допанта Наску. Он также любит Фууто и не знает, что его тесть готовит крупную операцию по его уничтожению, для чего создаёт организацию "Музей". Кирихико был нужен просто ради проверки Наска Памяти. Едва не убитый в эпизоде 18 котом Миком (он же Допант Смилодон) Кирихико спасён сестрой своей жены — Ваканой Сонодзаки (Глиняная Кукла) — после чего помогает Дублю в победе над Допантом Птицей. Он приглашает свою жену Саэко с ним уйти из семьи Сонодзаки, но Саэко оказалась на стороне отца и убивает Кирихико силой Допанта Табу, после чего берёт его Память и Кирихико растворяется в воздухе.
В конце эпизода 18 на арене появляется Рю Тэруи — новый детектив полиции Фууто, действующий хладнокровно и почти безжалостно. Рю желал побольше узнать о Дубле и отправил к ним в Агентство своего кабуто-телефона, который несколько раз был пойман, но всегда сбегал, собрав для Рю всю нужную информацию. Рю не любит город Фууто и работает там только ради схваток с Допантами, которых люто ненавидит (Допант Погодник убил его семью). В 19 эпизоде оказывается, что его таинственная покровительница Шрауд создала для него две Гайя-Флэшки и пояс, так что теперь Рю — новый Камэн Райдер Аксель. Станут ли они с Сётаро друзьями, покажет время. Пока они просто коллеги, а общая цель постепенно сближает их. Впоследствии у Рю появились ещё помощники — улитка-тепловизор Дэндэн и имитатор голосов Лягушка, сделанные Филиппом по чертежам Шрауд. В той же серии появляется Погодник, который на самом деле доктор Синкуро Исака — новый жених Саэко, которого она по-настоящему любит. В эпизоде 27 Рю впервые сталкивается с ним, и, ослеплённый жаждой мести, пытается убить его. Сётаро пытается спасти его, применив двойной Максимум Драйв (так называются все финальные атаки Райдеров), но костюм загоряется, и Сётаро оказывается серьёзно ранен. Тем не менее, им удаётся спасти очередную клиентку от Исаки, после чего Об становится более взвешенным в своём стремлении отомстить.
В эпизоде 31 прилетает Экстрим Память — робот-птица, владеющий самой мощной Гайя-силой. Сётаро и Филипп теряют возможность превращаться в Дабла из-за программных ограничений Дабл Драйвера, но затем используют Экстрим и снова становятся способными превращаться, обретя Экстрим форму. Через некоторое время Рю всё-таки убивает Исаку с помощью Триал Формы, хотя в тот момент уже не стремился к этому (цель была спасти очередную клиентку, на которой Исака ставил опыты).
В эпизоде 38 неожиданно выясняется, что Филипп — третий ребёнок семьи Сонодзаки, Райто, а Шрауд — его мать, Фуминэ Сонодзаки. Она ходит в маске из бинтов, потому, что её муж Рюбэ сжёг ей лицо своими силами Допанта Террора за стремление не дать ему использовать сына в экспериментах с Гайя Матрицей. Она сама дала Погоднику его флэшку, думая что он нападёт на Рюбэ, т.к. он давно был одержим силой Террора и мечтал её заполучить, но вместо этого он стал использовать её для совершения преступлений и в итоге напал на семью Рю. Тогда Шрауд сделала Рю Акселем, надеясь, что потом он заменит Сётаро. Филипп решает рассказать об этом Вакане, с которой давно знаком по одному делу, но она уже подверглась промывке мозгов со стороны отца и теперь намерена уничтожить Филиппа, чтобы стать главой Музея. Саэко позавидовала ей и в 39-й серии похитила Наска-Память, став Красным Наской. Она едва не погибает от руки Ваканы, впитавшей силу Экстрима, после чего снова использует Табу, поскольку её память оказалась разрушена. В эпизоде 46 Рюбэ погибает, едва не завершив успехом свой план, а Вакану спасает Дзюн Кадзу — агент организации "Фонд Икс", финансировавшей "Музей". Он Допант Утопия.
В 47 эпизоде Мик перебирается к Филиппу, поскольку именно ему отец подарил этого кота. Тогда же выясняется, что Филипп состоит из сил Экстрима и теперь новое превращение убьёт его окончательно. Но он всё равно решается на это, когда Саэко жертвует собой ради Ваканы и они уничтожают Память Утопия, после чего Филипп растворяется, а в подарок перед смертью он оставляет Сётаро Потерянный Драйвер, и тот становится Камэн Райдером Джокером.
Действие 49-й серии происходит через год. Сётаро и Рю продолжают защищать Фууто от Допантов, но Сётаро по-прежнему в депрессии из-за смерти партнёра и не может с ней смириться. В какой-то момент сил Джокера не хватило на расправу с новыми носителями сил Допантов прошлого, и Сётаро и Рю уже почти сдаются, но внезапно появляется воскрешённый Филипп: как оказалось, ещё годом ранее Вакана согласилась пожертвовать собой, чтобы вернуть Экстрим Память и дать брату новое тело. Всё это время сознание Филиппа хранилось в Экстрим Памяти и дожидалось восстановления тела. Они с Сётаро счастливо воссоединяются и вновь становятся Даблом.

## Райдеры сезона

### Камэн Райдер Дабл
Костюм Дабла основан на кузнечике. Во время превращения сознание Филиппа переходит в Дабл Драйвер (пояс для превращения) и он совместно с Сётаро делит его тело как Камэн Райдера (костюм разделён пополам: правой частью тела управляет Филипп, левой — Сётаро). Камэн Райдер Дабл использует 6 Гайя Мемори: начальные — Циклон (зелёный, управление ветром), Джокер (чёрный, для сражения в ближнем бою), Луна (жёлтый, удлиняет и делает эластичными конечности и оружие), Хит (красный, даёт способность создавать огонь), Металл (серый, даёт костюму большую прочность, имеет свою оружие — металлический шест), Триггер (синий, Даёт усиленную реакцию, и чутьё. Имеет свою оружие — пистолет). Филипп использует Мемори — Циклон, Хит и Луна, Сётаро — Джокер, Металл и Триггер. Комбинация Мемори позволяет Райдеру принимать 9 форм, каждая из которых обладает уникальными возможностями сочетания Мемори которые данная форма использует. Также потом появились Мемори Фанг (белый и голубой) и особая квадро-мемори Экстрим, позволившая Дабл принять усиленную версию своей стандартной формы (из трёх сегментов), известную как Циклон-Джокер Экстрим Форма. Также в кроссовере с Декейдом последний разделил половины Дабла на двух разных Райдеров, что дало Даблу ещё две формы — Циклон-Циклон (полностью управляется Филиппом) и Джокер-Джокер (полностью управляется Сётаро). Шрауд также упомянула другой вариант Экстрим Формы (с Акселем вместо Джокера), но Рю отказался стать Даблом, решив остаться Акселем. Также в фильме к сезону Дабла зарядило дополнительной силой и он обрёл новую форму Циклон-Джокер Золотой Экстрим, отличающуюся золотым средним сегментом и наличием крыльев. Итого, в сезоне у Дабла 14 форм.
- Сётаро Хидари — молодой частный сыщик, выглядящий немного чокнутым. Обычно одевается в рубашку, галстук, штаны и жилетку на молнии, а на голове почти всегда носит шляпу. Он искренне любит свой город и считает, что должен защищать его от горя. В открытой жизни жутко недолюбливает Акико, но внутренне очень боится за неё и пытается защитить (в одной из серий он даже косвенно признался, что любит её, хотя она это не поняла). Он является основным телом Камэн Райдера Дабла, иногда передавая эту роль Филиппу. Его ДаблДрайвер вне боя выгладит как пряжка, но оказываясь на его животе, получает ремень. Сётаро собирает для Филиппа улики, а тот ищет информацию на их основе. Он управляет правой половиной костюма Дабла во всех его формах. Относится к Филиппу как к младшему брату и готов сделать для него всё, что угодно. К Рю изначально относился с большим уважением и одновременно с презрением, но потом сдруживается с ним. Едва не погибает в 27-м эпизоде по собственной неосторожности. В 31-й серии его возможность превращаться в Дабла кончилась и он даже решил бросить Филиппа, хотя не хотел этого, но Мемори Экстрим спасла ситуацию, соединив их в одно тело. Постепенно Сётаро забыл про свой полу-крутой стиль и стал действовать просто как человек. Гибель Филиппа пережил очень тяжело.
- Филипп/Райто Сонодзаки — напарник Сётаро . Воспитан Сётаро и Сокичи Наруми, который и дал ему имя. Изначально был довольно равнодушен и думал только о знаниях, но благодаря Сётаро и Акико становится очень сострадательным и добрым. Обычно одет в полосатую водолазку с рукавами-полуперчатками (в них есть отверстия для больших пальцев), длинную жилетку-плащ и сапоги, а на голове носит заколки. На улице обычно ходит в бежевом кожаном пальто. Его мозг полон данных о Земле (его из-за этого называют «обречённым дитя»), но он не помнит своего прошлого. Внутри его головы они выглядят как куча книжных полок в пустом пространстве, называясь Гайя-Библиотекой. Для нахождения нужной информации ему надо сказать несколько слов-подсказок. Его ДаблДрайвер появляется как бы из ниоткуда на его животе, либо когда Сётаро надевает свой, либо по его собственному желанию, они могут так обмениваться Мемори (первая Мемори, вставленная в пояс одного телепортируется в пояс другого). В 45-й серии выясняется, что он ещё маленьким погиб, свалившись в колодец с силой Экстрима, но затем воскрес. В 48-й серии сливается с Землёй, но в 49-й серии возрождён сестрой.
- В одной из серий в Дабла превращалась Акико Наруми (духом был Сётаро), когда друзья расследовали дело о Допанте Ночном Кошмаре. Превращение было во сне у Акико, сделано оно было, чтобы выяснить личность Допанта (Акико говорила во сне и поэтому могла сказать кто он спящей). Акико жутко смешная, болтливая и пафосная, она обожает обзывать Сётаро отстойным. Долго не знала о смерти отца, пока его двойник не объявился в фильме "Begins Night" ("Ночь Начала").

#### Формы Дабла (в порядке появления)
- Циклон-Джокер: Основная форма Дабла, появилась в первой серии. Она вполне годна для ведения рукопашного боя и не обладает недостатками или преимуществами. Финальная атака называется "Джокер Экстрим" и представляет собой Райдер Кик с разделением пополам. Цветы этой формы - зелёный и чёрный.
- Луна-Джокер: Эта форма также появилась в первой серии. В ней Дабл может растягивать свои правые конечности и таким образом уклонятся от снарядов противника. Финальная атака - Странный Джокер (Дабл размножает свою правую сторону и они на время парализуют противника, после чего левая сторона Дабл бьёт их и взрывает). Цветы этой формы - жёлтый и чёрный.
- Жар-Джокер: появилась во второй серии. Эта форма владеет высокой температурой тела и таким образом может сопротивляться ледяным атакам (хотя однажды Допант Ледниковый Период смог заморозить эту половину). Финальная атака называется "Джокер Граната" и представляет собой Райдер Панч. Цветы этой формы - красный и чёрный.
- Жар-Металл: эта форма горяча и тверда, как раскалённая сталь. В качестве оружия используется Металл Стержень, который с Хит Мемори способен поджарить противника. Финальная атака - Металл Брандинг (Дабл раскаляет стержень и несколько раз бьёт им противника). Цветы этой формы - красный и серый.
- Циклон-Металл: с Циклон Мемори Металл Стержень способен создавать невероятные ветры и сшибать противника с ног. Финальная атака - Металл Твистер (Дабл создаёт стержнем мощное торнадо и взрывает им монстра). Цветы этой формы - зелёный и серый.
- Луна-Металл: с Луна Мемори Металл Стержень способен растягиваться как хлыст и наносить мощные удары. Финальная атака - Металлическая иллюзия (Дабл создаёт несколько энергетических дисков, которые одновременно летят в противника). Цветы этой формы - жёлтый и серый.
- Луна-Курок: эта форма не способна растягиваться, но зато даёт Триггер Магнуму (пистолету) мощную силу самонаведения. Финальная атака - Полный разгар Триггера. Цветы этой формы - жёлтый и синий.
- Жар-Курок: в этой форме Триггер Магнум стреляет более мощными пулями, финальная атака называется "Взрыв Триггера" (очень мощный прямой выстрел в Допанта). Цветы этой формы - красный и синий.
- Клык-Джокер: единственная форма Дабла, телом которой является Филипп и единственная с Фанг Мемори. Форма очень сильна и обладает шипованной бронёй. Финальная атака называется "Фанг Страйдер" и представляет собой Райдер Кик с верчением во время полёта к противнику. Цветы этой формы - белый и чёрный.
- Циклон-Джокер Экстрим: самая мощная форма Дабла, в ней Сётаро и Филипп соединяются телами. Состоит из трёх сегментов, апгрейд стандартной формы. Мотивом формы является буква X. Финальных атак две: "Дабл Призм Экстрим" (зарядка щита и меча силой шести первых флэшек и разрубание Допанта пополам) и "Двойной Экстрим" (Райдер Кик обеими ногами). Цветы этой формы - зелёный, белый и чёрный.

### Камэн Райдер Череп
Появлялся в фильме Begins Night. Это отец Акико, Сокичи Наруми. Он был прежним директором агентства и считался погибшим во время миссии по спасению Филиппа из здания, в котором он создавал Гайя-Мемори. Но в один прекрасный день, Дабл обнаружил Допанта Смерти и, превратившись, начал с ним битву. Допант сразу после начала боя исчез, а вот вдали появилась до боли знакомая фигура. И это... Наруми Сокичи! Допант говорит, что может управлять смертью, и теперь Даблу придется сражаться с Черепом. Сётаро не хочет с ним драться и, поэтому, с треском проигрывает. Череп появляется во флэшбэке, и там превращается, сражаясь с кучами Маскарад Допантов и Сонодзаки Саэко. В конце фильма Череп опять появляется как марионетка Допанта Смерти, пытаясь убить клиента агентства — Муцуки Асами, которая случайно узнала личность Допанта. Сётаро не хочет с ним сражаться, но после минуты ностальгии решает сражаться с Черепом, так как он хочет делать то, что завещал ему Наруми Сокити — защищать клиента любой ценой.
После небольшого сражения, выясняется, что Череп, который сражался с Даблом - фальшивый. Это — Допант Имитации [Dummy Dopant]. До этого Допант показывал лишь букву Д на Мемори, и поэтому все считали, что он — Смерть Допант. Но и на этом участие Черепа не закончено. В конце Мувие Вар 2010 (фильм, объединяющий истории Дабла и Декейда, длится всего 15 минут) Черепе снова появляется! На этот раз, настоящий, НО из альтернативной реальности. Он говорит Шоатро, что тот хорошо выглядит в шляпе, садится на байк и уезжает, сказав перед этим: "Я - Камэн Райдер Череп. Может быть мы встретимся в каком-нибудь мире..." Для превращения использует пояс Потерянный Драйвер, выглядящий как половина ДаблДравера. Его костюм по дизайну скопирован с Дубля, но шлем основан на человеческом черепе, а поверх него надета белая шляпа, на которой есть небольшой разрез спереди (результат попадания в этот кусочек шляпы "снаряда" Табу Допанта во время битвы во флэшбэке). Сражается чёрным бластером, называющимся Череп Магнумом. Максимум Драйв называется Череп Банишер. Череп накапливает энергию в Череп Магнуме и стреляет одним мощным выстрелом из Череп Магнума. Мотоцикл Черепа называется ЧерепБойлдер, который настоящий Череп ни разу не использовал, а был использован лишь альтернативным Наруми Сокичи. Череп — единственный Райдер, не основанный на насекомом.

### Камэн Райдер Аксель
Рю Тэруи — вспыльчивый и жёсткий молодой человек, работающий полицейским детективом. По характеру Рю довольно добрый юноша, однако его лицо почти всегда сердито, а сам Рю немного пессимист. В отличие от Сётаро и Филиппа, он испытывает отвращение к городу Фууто, и изначально невзлюбил Сётаро, но довольно быстро они поладили из-за общей цели. Рю ненавидит Допантов, так как один из них (Синкуро Исака) отнял у него семью и поэтому он стал думать только о мести. Познакомившись со Шрауд, которая хотела использовать его ненависть к Исаке, он получил от неё пояс Аксель Драйвер, стилизованный под руль и спидометр мотоцикла, и Аксель Память, созданную по конструкции флэшек Дубля. Также Рю получил флэшку Механизм, которая даёт его мечу боевые режимы: электрический, паровой (гораздо горячее, чем Жар Дабла) и защитный. Так Рю стал Камэн Райдером Акселем.
Рю по интеллекту гораздо умнее Сётаро, а его наблюдательность позволяет ему находить гораздо больше паролей для Филиппа. В 35-й серии Рю встретил девушку, очень похожую на его сестру и полюбил её. Поскольку Синкуро Исака/Погодник был сильнее и грозился убить её, то Рю потребовал у Шрауд больше силы. Та дала ему Триал Память, давшую Триал Форму, но Рю смог бы овладеть её силой, если бы Максимум Драйв был выполнен меньше, чем за десять секунд. Шрауд устроила испытание мотокросса и Рю сначала проигрывал, но затем она поняла, что теперь им движет не ненависть, а желание помочь той девушке. Шрауд соврала ему про результаты мотокросса и дала флэшку Триал просто так, поскольку считала ненависть единственным подходящим источником силы. Но в битве с Исакой Рю смог преодолеть этот барьер и уничтожил Исаку. Постепенно Рю становится намного мягче, добрее и начал относиться с состраданием к городу Фууто, в итоге став другом для Сётаро и Филиппа и возлюбленным для Акико. После смерти Филиппа Рю решил ещё больше очистить город Фууто от Допантов и напару с Сётаро вступил битву с Фондом Икс. В финальную битву с Допантом Энергией Рю вмешиваться не стал, предпочтя посмотреть на воссоединение партнёров. Как рассказывается в фильме Kamen Rider Accel, после событий сезона Рю женился на Акико, но к её неудовольствию, он по-прежнему не называет её по имени.
Костюм Акселя стилизован под жука-носорога и мотоцикл, ещё одним мотивом костюма является буква А. Снимая с пояса пряжку и высоко прыгая, Рю может превратиться в подобие мотоцикла (Байк Форма), которое может пользоваться насадками Дубль Цикла и собственным боевым задним колесом с пушкой (Ганнером). Если при переходе в эту форму в Аксель Драйвер вставить Механизм Память, то будет проведён мощный удар по врагу, разрубающий его надвое (Максимум Драйв Байк Формы, никак не называемый). Оружие Акселя — Лезвие Механизма, большой меч, которым Рю может пользоваться и без костюма (хотя так он для него тяжелее и поэтому использовался вне костюма только в дебютной дилогии). Флэшка Механизм вставляется в специальное крепление над эфесом. Для активиции финальной атаки мечом или перевода его в боевые режимы Аксель должен нажать на спусковой крючок на эфесе. Финальная атака без оружия (Райдер Кик Акселя) включается нажатием на штурвальный тормоз на пряжке пояса. Боевой стиль Акселя прямолинеен и жесток и основан на ударах мечом.
Триал Форма отличается от обычной формой шлема, цветом и меньшим количеством брони. Триал Память стилизована под светофор и таймер. Сама форма лишена оружия и не слишком сильна физически, но оба эти недостатку успешно компенсируются невероятной скоростью, которую Триал Память и даёт Акселю. Финальная атака в этой форме проводится активацией таймера, подбрасывании Триал Памяти в воздух, нанесении множества реактивных ударов ногой (в результате которых создаётся буква Т) и поимке флэшки.
В фильме Kamen Rider Accel Рю вставил Аксель Память в апгрейдер и получил новую Бустер Форму золотого цвета и с иными глазами и бронёй на теле. Эта форма может летать благодаря мощному реактивному двигателю на спине.
Впервые Рю появился в эпизоде 18, впервые превратился в Акселя в эпизоде 19 и с тех пор действовал во всех сериях и фильмах.

### Камен Райдер Этернал
Катсуми Дайдо - главный злодей фильма A/Z Gaia Memories of Fate и главный герой одноимённого фильма дилогии Kamen Rider Double Returns. Он был рождён в городе Фууто с пороком сердца, а в подростковом возрасте почти погиб в авто-аварии. Его мать Мария, не желая терять его, воскресила его из мёртвых с помощью своей нано-технологической сыворотки Некро-Овер, изначально разработанной для Фонда Икс, и тем самым сделала своего сына первым солдатом проекта NEVER. Вернув его в соответствующий времени оживления возраст с помощью био-стимуляторов, Фонд Икс сделал из Катсуми идеального воина, но в итоге закрыла проект в угоду Гайя Памятям, заставив Катсуми и Марию обернуться против них. Дайдо решили продолжить проект NEVER, чтобы испортить планы Фонда Икс по заполнению города Гайя Памятями. Они создали отряд из таких же оживших мертвецов NEVER. Во время одного из заданий Катсуми встретил красавицу Мину и влюбился в неё. Затем он украл у Джуна Казу экспериментальную Этернал Память и второй Потерянный Драйвер, став Камен Райдером Этерналом. Однако затем, увидев якобы умершую Мину, Катсуми сошёл с ума и окончательно лишается эмоций. Он убивает Допанта, известного как Доктор Проспект, в процессе боя повредив Этернал Память и лишил себя костюма Райдера.
Затем, узнав о существовании Т2 Гайя Памятей, он взял себе Т2 Этернал Память и таким образом вернул себе костюм Райдера. Решив избавиться от Музея путём уничтожения Фууто, Катусми начал распространять по городу другие Т2 Гайя Памяти, которые сами вселялись в людей и превращали их в копии побеждённых Дублем Допантов, лишая самоконтроля и заставляя нападать на всех вокруг. Он победил Дубля и Акселя при первой встрече, а затем использовал Филиппа, чтобы заразить весь город Гайя Силой. Но Сётаро, превратившись в Камен Райдера Джокера, спас Филиппа, тем самым испортив план Дайдо. Катсуми отказался от него и решил просто обессилить Дубля, но Золотой Экстрим Дубль взорвал Катсуми вместе с Фууто Тауэром. Позже, встретив чудом выжившую Мину, Сётаро и Филипп осознают свою ошибку и отдают Катсуми дань уважения.
Костюм Этернала сделан под жука-оленя. Он белого цвета с синими перчатками и сапогами и чёрным плащом. На груди Этернала имеется множество креплений для Гайя Памятей, что позволяет ему заряжать себя огромной силой. Когда костюмом Этернала пользовался Джун Казу, перчатки и сапоги были красными, а плащ и нагрудные гнёзда отсутствовали.

### Камэн Райдер Джокер
В фильме A/Z Gaia Memories of Fate Филипп оказался похищен командой NEVER, а Гайя-Памятей при нём не было. Тогда Сётаро использовал Потерянный Драйвер и Т2 Память Джокер, чтобы превратиться в Камэн Райдера Джокера. В этой форме Сётаро смог сражаться сам и использовать силу Джокер Памяти на максимум. В самом сезоне после смерти Филиппа Сётаро стал использовать костюм Джокера, чтобы защищать город самостоятельно. В финальной серии, действие которой происходит через год после 48-й, Сётаро в качестве Камен Райдра Джокера разрушил планы группы подростков-Допантов EXE - последователей Фонда Икс и Музея.
Костюм Джокера - чёрная копия костюма Дубля. Фактически, он является аналогом Джокер-Джокер формы Дубля. Максимум Драйва у Джокера два — Райдер Кик и Райдер Панч.

## Новинки сезона
- В этом сезоне впервые были формы Райдера, которые имели вместо оружия сверхспособности (ранее формы со сверхсилами уже были, но они сочетались с оружием). Аксель стал первым Райдером, который превращался в собственный мотоцикл.
- Роботы-трансформеры также были новостью. Вне боя они выглядели как фотоаппарат(летучая мышь), телефон(жук-олень) и часы(паук).
- Мотоцикл Камэн Райдера Дубля имел несколько формаций: обычный (зелёно-чёрный), глайдер (красно-чёрный) и катер (чёрно-жёлтый). Стандартная форма могла дополняться ракетным ускорителем. Все эти насадки также применимы к мотоциклу Акселя.

## Флэшки Гайя
Все Камэн Райдеры и монстры этого сезона превращаются с помощью специальных USB-ключей — Памятей Гайя. Эти флэшки содержат в себе ДНК различных зверей и веществ и дают людям возможность управлять стихиями. Чтобы Допант-флэшка работала, у владельца должна бытть татуировка-разъём, в которую надо вставлять эту флэшку (создаётся с помощью специального пистолета), причём одной флэшкой могут пользоваться несколько человек. Но долго неосновные пользователи не могут много превращаться и скоро лишаются кожи на месте татуировки (она сгорает). Обратной стороной силы Допанта является отрицательное воздействие на мозг — человек постепенно сходит с ума и начинает превращаться и всё крушить ради забавы.
Семья Сонодзаки, продающая Допант-флэшки, также имеет и свои. По цвету их флэшки одинаковые, но облики монстров у них почти не совпадают. Примечательно, что у кота Микку тоже есть Флэшка, превращающая его в антропоморфного льва. Для их активации используются не татуировки (хотя и они могут), а специальные пояса Гайя-Драйверы. По мощности эти флэшки намного сильнее, чем у обычных Допантов. Также такой есть у Дзюна Кадзу/Утопии.
У Камэн Райдеров сезона флэшки созданы по другой конструкции и включаются только в специально созданных Драйверах и оружии, в допантовских Гайя-поясах и татуировках они не работают. Однако в фильме A/Z Gaia Memories of Fate появляются Т2 Гайя Памяти, внешне идентичные флэшкам Дубля, но превращающие и в Райдеров, и в Допантов (в последнем случае они сами выбирают себе носителя). Создатель Гайя-Памятей точно не известен, но очевидно, для этого создана целая лаборатория.

## В ролях
- Сётаро Хидари/Камэн Райдер Джокер — Рэн Кирияма
- Райто "Филипп" Сонодзаки — Масаки Суда
- Акико Наруми — Хикару Ямамото
- Рю Тэруи/Камэн Райдер Аксель — Минэхиро Киномото
- Рюбэ Сонодзаки/Террор — Минори Тэрада
- Саэко Сонодзаки/Табу/Красный Наска — Ами Намаи
- Вакана Сонодзаки/Глиняная Кукла — Рин Асука
- Кирихико Судо-Сонодзаки/Наска — Юки Кимисава
- Синкуро Исака/Погодник — Томоюки Дан
- Дзюн Кадзу/Утопия — Гун Тэюй
- Мик в облике Смилодона — Ясухиро Такато
- Фуминэ Сонодзаки/Шрауд — Наоко Кода
- Рассказчик/голос Гайя Памятей — Фумихико Татики